# Trichospermum galeottii
Trichospermum galeottii là một loài thực vật có hoa trong họ Cẩm quỳ. Loài này được (Turcz.) Kosterm. miêu tả khoa học đầu tiên năm 1962.